# Glyphodes bakerialis
Glyphodes bakerialis là một loài bướm đêm trong họ Crambidae.